# Akademik Fedorov Canyon
Akademik Fedorov Canyon är en undervattenskanjon i Antarktis. Den ligger i havet utanför Östantarktis. Argentina och Storbritannien gör anspråk på området.